# 23e Golden Globe Awards
De 23e Golden Globe Awards, waarbij prijzen werden uitgereikt in verschillende categorieën voor de beste films en televisieprogramma's van 1965, vond plaats op 28 februari 1966 in het Ambassador Hotel in Californië.

## Winnaars en genomineerde

### Film

#### Beste dramafilm
Doctor Zhivago
- The Collector
- The Flight of the Phoenix
- A Patch of Blue
- Ship of Fools

#### Beste komische of muzikale film
The Sound of Music
- Cat Ballou
- The Great Race
- Those Magnificent Men in Their Flying Machines
- A Thousand Clowns

#### Beste acteur in een dramafilm
Omar Sharif - Doctor Zhivago
- Rex Harrison - The Agony and the Ecstasy
- Sidney Poitier - A Patch of Blue
- Rod Steiger - The Pawnbroker
- Oskar Werner - Ship of Fools

#### Beste actrice in een dramafilm
Samantha Eggar - The Collector
- Julie Christie - Darling
- Elizabeth Hartman - A Patch of Blue
- Simone Signoret - Ship of Fools
- Maggie Smith - Othello

#### Beste acteur in een komische of muzikale film
Lee Marvin - Cat Ballou
- Jack Lemmon - The Great Race
- Jerry Lewis - Boeing Boeing
- Jason Robards - A Thousand Clowns
- Alberto Sordi - Those Magnificent Men in Their Flying Machines

#### Beste actrice in een komische of muzikale film
Julie Andrews - The Sound of Music
- Jane Fonda - Cat Ballou
- Barbara Harris - A Thousand Clowns
- Rita Tushingham - The Knack ...and How to Get It
- Natalie Wood - Inside Daisy Clover

#### Beste mannelijke bijrol
Oskar Werner - The Spy Who Came in from the Cold
- Red Buttons - Harlow
- Frank Finlay - Othello
- Hardy Krüger - The Flight of the Phoenix
- Telly Savalas - Battle of the Bulge

#### Beste vrouwelijke bijrol
Ruth Gordon - Inside Daisy Clover
- Joan Blondell - The Cincinnati Kid
- Joyce Redman - Othello
- Thelma Ritter - Boeing Boeing
- Peggy Wood - The Sound of Music

#### Beste regisseur
David Lean - Doctor Zhivago
- Guy Green - A Patch of Blue
- John Schlesinger - Darling
- Robert Wise - The Sound of Music
- William Wyler - The Collector

#### Beste scenario
Doctor Zhivago - Robert Bolt
- The Agony and the Ecstasy - Philip Dunne
- The Collector - John Kohn en Stanley Mann
- A Patch of Blue - Guy Green
- The Slender Thread - Stirling Silliphant

#### Beste filmsong
"Forget Domani" - The Yellow Rolls-Royce
- "Ballad of Cat Ballou" - Cat Ballou
- "The Shadow of Your Smile" - The Sandpiper
- "The Sweetheart Tree" - The Great Race
- "That Funny Feeling" - Tat Funny Feeling

#### Beste buitenlandse film - Engelse taal
Darling
- The Knack ...and How to Get It
- The Leather Boys
- Ninety Degrees in the Shade
- Othello

#### Beste buitenlandse film - vreemde taal
Juliet of the Spirits, Italië
- Always Further On, Mexico
- Circle of Love, Frankrijk
- Red Beard, Japan
- The Umbrellas of Cherbourg, Frankrijk

### Televisie

#### Beste televisie show
The Man from U.N.C.L.E.
- Frank Sinatra: A Man and His Music
- My Name Is Barbra
- I Spy
- Get Smart

#### Beste mannelijke televisie ster
The Fugitive - David Janssen
- Run for Your Life - Ben Gazzara
- The Man from U.N.C.L.E. - David McCallum
- Get Smart - Don Adams
- The Man from U.N.C.L.E. - Robert Vaughn

#### Beste vrouwelijk televisie ster
Honey West - Anne Francis
- Peyton Place - Mia Farrow
- The Big Valley - Barbara Stanwyck
- The Patty Duke Show - Patty Duke
- Peyton Place - Dorothy Malone

### Cecil B. DeMille Award
John Wayne 